# Pine Level (comté d'Autauga, Alabama)
Pour les articles homonymes, voir Pine Level.
Pine Level est une communauté au centre de l'Alabama, au nord de Prattville et à l'ouest de Deatsville. Elle se trouve dans le comté d'Autauga. À Pine Level se trouve la Pine Level Elementary School. La population de Pine Level s'élève à environ 7 000 personnes.

## Géographie
La communauté se trouve à 175 mètres d'altitude.

### Climat
| Mois                                  | jan.     | fév.     | mars     | avril   | mai     | juin    | jui.    | août    | sep.    | oct.    | nov.     | déc.     | année    |
| ------------------------------------- | -------- | -------- | -------- | ------- | ------- | ------- | ------- | ------- | ------- | ------- | -------- | -------- | -------- |
| Température minimale moyenne (°C)     | 2        | 3        | 7        | 10      | 15      | 19      | 21      | 20      | 18      | 12      | 7        | 3        | 11,4     |
| Température moyenne (°C)              | 8        | 10       | 14       | 17      | 22      | 25      | 27      | 26      | 24      | 18      | 13       | 9        | 17,8     |
| Température maximale moyenne (°C)     | 14       | 16       | 21       | 24      | 28      | 31      | 32      | 32      | 30      | 25      | 20       | 15       | 24       |
| Record de froid (°C) date du record   | −19 1985 | −14 1996 | −11 2002 | −4 1984 | 3 2004  | 7 1984  | 12 1967 | 12 2004 | 3 1967  | −2 1987 | −12 1950 | −16 1983 | −19 1985 |
| Record de chaleur (°C) date du record | 29 1949  | 30 1956  | 31 1955  | 34 1987 | 37 1962 | 40 1985 | 41 1980 | 40 2007 | 39 1980 | 35 1954 | 31 1950  | 28 1951  | 41 1980  |
| Précipitations (mm)                   | 139,2    | 135,9    | 176,5    | 111,5   | 102,9   | 119,4   | 125,2   | 109,2   | 102,4   | 67,8    | 119,6    | 116,8    | 1 426,4  |

## Sources
- (en) Cet article est partiellement ou en totalité issu de l’article de Wikipédia en anglais intitulé « Pine Level, Autauga County, Alabama » (voir la liste des auteurs).